# 동부 저지 독일어
동부 저지 독일어(Ostniederdeutsch, East Low German)는 오늘날의 독일 북동부와 폴란드 북부에서 사용되는 저지 독일어의 방언 연속체로, 서부 저지 독일어(저지 작센어)와 함께 저지 독일어라는 대분류를 구성한다. 1945년 이전까지, 동부 저지 독일어는 현재는 독일의 영토가 아니지만 당시에는 거의 독일인만 거주하던 발트해 연안의 메클렌부르크, 포메른, 서프로이센, 동프로이센 일부 지역에 걸쳐 사용되었었다.

## 분류
- 메클렌부르크-포어포메른 방언: 메클렌부르크-포어포메른
- 브란덴부르크 방언: 브란덴부르크 및 작센-안할트 북부
- 중부 포메른 방언: 포메른 중부
- 동부 포메른 방언: 외포메른
- 저지 프로이센 방언: 서프로이센 및 동프로이센

메노파 디아스포라 공동체들이 사용하는 메노나이트 저지 독일어는 동부 저지 독일어에서 유래한 방언으로 여겨진다.

## 같이 보기
- 프로이센